# Pauromastax gracilipes
Pauromastax gracilipes är en insektsart som beskrevs av Marius Descamps 1973. Pauromastax gracilipes ingår i släktet Pauromastax och familjen Euschmidtiidae. Inga underarter finns listade i Catalogue of Life.